# Сулоага, Игнасио
Игна́сио Сулоа́га, или Игна́сио Зулоа́га-и-Забалета (исп. Ignacio Zuloaga y Zabaleta; 26 июля 1870, Эйбар — 31 октября 1945, Мадрид) — испанский живописец периода модерна, работавший в основном во Франции, где приобрёл огромную популярность у современников.

## Биография
Игнасио родился в Стране Басков, в городе Эйбар в семье чеканщика, ювелира и мастера-оружейника по обработке дамасской стали Пласидо Сулоага (Plácido Zuloaga). Он был внуком «дона Эусебио» — основателя и директора Королевского арсенала в Мадриде. Прадед Игнасио, также королевский оружейник, был другом Франсиско Гойи (баска по отцу и арагонца по матери). По материнской линии Игнасио был также потомком двухсотлетней «династии» баскских художников Сабалета (Забалета). Семья проживала в родовом замке XVI века, где имелась небольшая коллекция древностей Страны Басков.
В детстве Игнасио Сулоага-и-Сабалета помогал отцу, который намеревался посвятить своего сына торговле, инженерному делу или архитектуре, но во время короткой поездки в Рим с отцом он решил стать художником.
Игнасио написал несколько картин, посвящённых родному Эйбару («Эйбарский источник», «Слепой Аррате»). В дальнейшем он учился в школе иезуитов во Франции, затем — в Мадриде и Париже. Чтобы усовершенствовать своё мастерство, он много времени отдавал копированию картин Веласкеса, Эль Греко, Риберы, Сурбарана, Гойи имевшихся в мадридском музее Прадо.
В 1889 году, девятнадцати лет от роду, Игнасио отправился в Рим, где несколько месяцев делил время между мастерской на Виа-Маргутта и близлежащими трактирами. В 1890 году Игнасио Сулоага поселился в Париже, на Монмартре — и на всю жизнь полюбил этот город. Учился рисунку и живописи в студии Эжена Каррьера. В Париже он познакомился с художниками-постимпрессионистами: Тулуз-Лотреком, Дега, Гогеном, а также с работавшими во Франции каталонскими художниками — Сантьяго Русиньолем, Рамоном Касасом, Мигелем Утрийо.
Всего через шесть месяцев работы на Монмартре он закончил свою первую картину, которая была выставлена в Парижском салоне 1890 года. Он пытался добиться успеха во время пребывания в Лондоне; но не слишком удачное покровительство заставило его вернуться в Испанию. В дальнейшем Сулоага надолго поделил свою жизнь между Францией и Испанией. Три года (1895—1898) он прожил в Севилье, где впервые выступил в качестве тореро. Здесь он открыл для себя цветущую и благодатную Андалусию. Пейзажи этой необычной страны, страстные танцовщицы, смуглые цыганки, суровые тореро наполнили собой картины Сулоаги. Поселившись в Севилье, а затем в Сеговии, художник разработал стиль, основанный на реалистической испанской традиции, восходящей к Веласкесу и Мурильо в их «земном колорите» и бытовых сюжетах. Одним из объектов творческого вдохновения живописца стала его очаровательная кузина Кандида: за несколько лет Игнасио написал двадцать четыре её портрета. Он писал портреты красочно одетых тореадоров (и сам выступил в роли тореро) и танцоров фламенко; портреты членов семьи и своих друзей в национальных нарядах. Он также рисовал карликов, деревенских нищих, часто суровыми, даже гротескными фигурами на фоне унылого пейзажа или городa на дальнем плане. Он предпочитал «земляные краски» или приглушённые тона, включая чёрный и серый, на фоне красочных народных нарядов на некоторых картинах.
Сулоага и его покровители почувствовали себя ущемлёнными, когда картина живописца «Перед боем быков» не была включена в испанскую экспозицию Всемирной выставки 1897 года в Брюсселе. Однако в 1899 году одна из его картин, показанная в Париже на выставке «Общество XX», или «Свободная эстетика» (La Libre Esthétique), была приобретена для Люксембургского дворца, а затем другая — для Галереи современного искусства в Брюсселе. Его работы были приняты на Венецианской биеннале в 1901 и 1903 годах, а затем тридцать четыре картины экспонировались на Международной выставке в Барселоне 1907 года.
18 мая 1899 года Сулоага обвенчался в Мадриде с Валентиной Детома, сестрой французского художника Максима Детома (де Тома), который был однокурсником Сулоаги в Париже.
В 1909 году Сулоага снова поселился в Париже. Это было возвращение уже известного к тому времени художника. Сулоага подружился с О. Роденом, Р. М. Рильке, М. Барресом. Именно Сулоага познакомил Барреса с живописным наследием Эль Греко, а в 1913 году написал портрет Барреса на фоне толедского пейзажа. Его картины стали известны в разных странах Европы: в Германии, Австро-Венгрии, Бельгии, Италии и России.
В том же 1909 году Сулоага ненадолго переехал в Нью-Йорк. До 1910 года он работал и экспонировал свои картины в Новом Свете — в различных городах США и Латинской Америки. После чего вернулся Париж. В 1911 году работал в Риме.
В начале Первой мировой войны Сулоага возвратился из Франции в родную и нейтральную Испанию. На виллу-музей, ранее построенную им в Сумайе, он перевёз свою парижскую коллекцию, жемчужиной которой была одна из последних картин Эль Греко «Снятие седьмой печати». Впоследствии эта картина была приобретена Метрополитен-музеем в Нью-Йорке у наследников Сулоаги.
В 1925 году Сулоага вторично побывал в США, выставлял свои картины в Нью-Йорке (в Музее Рейнхардта); в Вашингтоне получил аудиенцию у президента Калвина Кулиджа. В ходе своего американского турне художник также посетил Бостон, Палм-Бич и Гавану.
В том же 1925 году Сулоага вновь посетил Сеговию. Здесь он приобрёл средневековый замок Педраса (Pedraza de la Sierra), возвышающийся на крутой скале. Покупка этого замка стала ещё одним доказательством его любви к Сеговии и Старой Кастилии. Среди высоких гостей, которых художник принимал в Педрасе, были представители Орлеанской ветви французских Бурбонов. В 1926 году король Испании Альфонс XIII (испанский Бурбон) лично открыл выставку Сулоаги во Дворце изящных искусств.
После провозглашения Второй Испанской Республики, в 1931 году, Игнасио Сулоага был назначен президентом Мадридского Музея современного искусства. С 1936 года Сулоага пробовал свои силы в скульптуре.
В период Испанской гражданской войны 1936—1939 годов большая часть басков сражалась против генерала Франко; некоторая часть (главным образом, Карлисты) — на его стороне. После 1876 года, в ходе конфликта «отцов и детей», баскская молодёжь постепенно отступалась от исповедуемой героями-карлистами консервативно-национальной идеологии. Ей на смену пришёл левый национализм, построенный на социалистической платформе. Сулоага во время и после гражданской войны был предан националистической фракции и испанскому каудильо Франко, чей портрет он написал в 1940 году. Во время войны Сулоага почтил память защитников осады Алькасара в 1936 году, когда националистические защитники крепости отказались сдаться, несмотря на то, что здание было в огне. Эта осада и другие события, такие как смерть сына генерала Москардо, послужили призывом к сплочению националистических сил. В январе 1939 года во время выставки испанского искусства в Лондоне картина Сулоаги на этот сюжет была вывешена в соседнем зале, где демонстрировалась антифашистская картина Пикассо «Герника».
В 1938 году на Венецианской биеннале Сулоага был награждён Гран-при итальянским диктатором Бенито Муссолини, неизменно подчёркивавшим своё уважение к генералиссимусу Франко (к тому времени он начал проводить политику насильственной кастильянизации Баскских земель.
Игнасио Сулоага до конца своих дней сохранял внешнюю лояльность франкистскому режиму. В 1945 году, всего за несколько месяцев до смерти, Сулоага писал:

 Я люблю Кастилию столь глубоко за то, что она показала мне всю совокупность света и тени, смелые контрасты, красные и жёлтые цвета, несравненные оттенки серого, с его далёкими дымками; краеугольные камни, определяющие параметры и составляющие ландшафты, которые оказывались на моей палитре
Сулоага-и-Сабалета скончался в своей мастерской «Лас Вистилла» в Мадриде, похоронен в Сан-Себастьяне, столице баскской провинции Гипускоа.

## Галерея
- Христос Крови. 1911. Холст, масло. Центр искусств королевы Софии, Мадрид
- Кастильский пейзаж. 1909. Холст, масло. Музей изящных искусств, Бостон, Массачусетс, США
- Мой дядя Даниэль и его семья. 1910. Холст, масло. Музей изящных искусств, Бостон, Массачусетс, США
- Сельские тореадоры. 1906. Холст, масло. Центр искусств королевы Софии, Мадрид
- Виолончелист Хуан де Азурменди. 1909. Холст, масло. Коллекция Банка Испании, Мадрид
- Портрет Аниты Рамирес в чёрном. Ок. 1915. Холст, масло. Бруклинский музей, Нью-Йорк
- Мои кузины. 1903. Холст, масло. Национальный музей искусства Каталонии, Барселона

## Оценки творчества
Среди наиболее заметных произведений Игнасио Сулоаги — «Христос крови» (Cristo de la Sangre), или «Братство распятого Христа» (Hermandad del Cristo Crucificado), картины, выставленные в Центре искусств королевы Софии в Мадриде. Он также написал похожую картину, изображающую подвижников, подвергающихся умерщвлению плоти, и истекающего кровью распятого Христа под названием «Флагелланты» (1900). Эти картины были превознесены выдающимся испанским философом и писателем Унамуно в его книге «Искусство живописи» (De Arte Pictorico) в качестве «честного представления Испании, религиозной и трагической, чёрной Испании», укоренённой в особенном испанском католическом духе.
К. Бринтон в своем обзоре выставки картин художника в Америке писал в 1909 году, что: «Именно эту колоритную и живописную жизнь Сулоага стремился запечатлеть прежде всего, и именно эти популярные типы, не испорченные безжалостным модернизмом, он преследует в самых дальних уголках своей родной земли. В этом ревностном поиске конгениальных моделей он не колеблется ни перед чем. Он часами будет преследовать фиесту на окраине какого-нибудь провинциального города или поспешит в горы, проводя месяцы с контрабандистами и погонщиками мулов, с суеверными фанатиками Ансо на крайнем севере Арагона или с монахами-головорезами Лас-Балуэкас, маленькой деревни на южной границе Саламанки».
Священник М. Жиль утверждал, что лица стариков, которых писал художник, «суровые, почти мистические, охваченные мучительными мыслями, омрачённые воспоминанием о славе, к которой они когда-то были причастны». У этих людей «печальные души, стонущие под тяжестью идеала столетий, они представляют собой не индивидуальные изображения, а воплощения печали испанской души».
Творчество Сулоаги иногда называют искусством «испанского экстравагантного костюмированного портрета», совместившего народные традиции с достижениями новой французской живописи «в манере Дега и Тулуз-Лотрека». Вместе с тем, в период постимпрессионизма во Франции, как позднее вспоминал А. Н. Бенуа, «уже тогда его творчество казалось каким-то странно отсталым, но завораживающим, натуралистичным и одновременно экспрессивным» .
Русские художники-передвижники и члены объединения «Мир искусства» восхищались картинами Сулоаги не столько за их колористические достоинства, сколько за «беглую манеру» свободного мазка и экзотичность, в основном по впечатлениям от зарубежных выставок. В музеях России картин Сулоаги немного. Четыре картины имеются в санкт-петербургском Эрмитаже: «Приготовление к бою быков», «Карлик Грегорио», «Портрет коллекционера И. И. Щукина», «Отшельник». В Государственном музее изобразительных искусств им. А. С. Пушкина в Москве: «Испанка в ложе на Пласа-де-Торос».